# Isenburg (Hattingen)

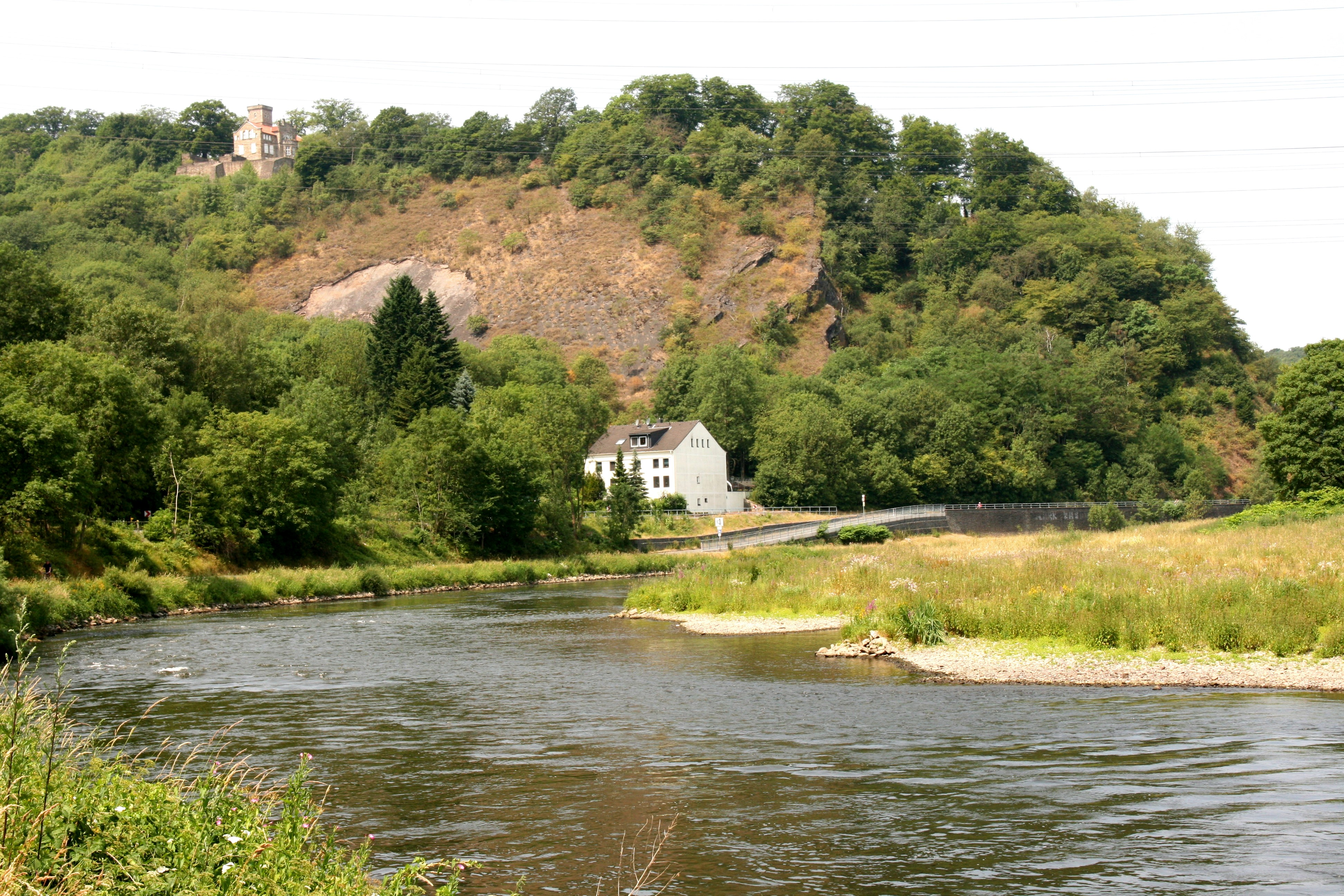
Blick auf den Isenberg mit der Ruine Isenburg und Haus Custodis über dem Steinbruch

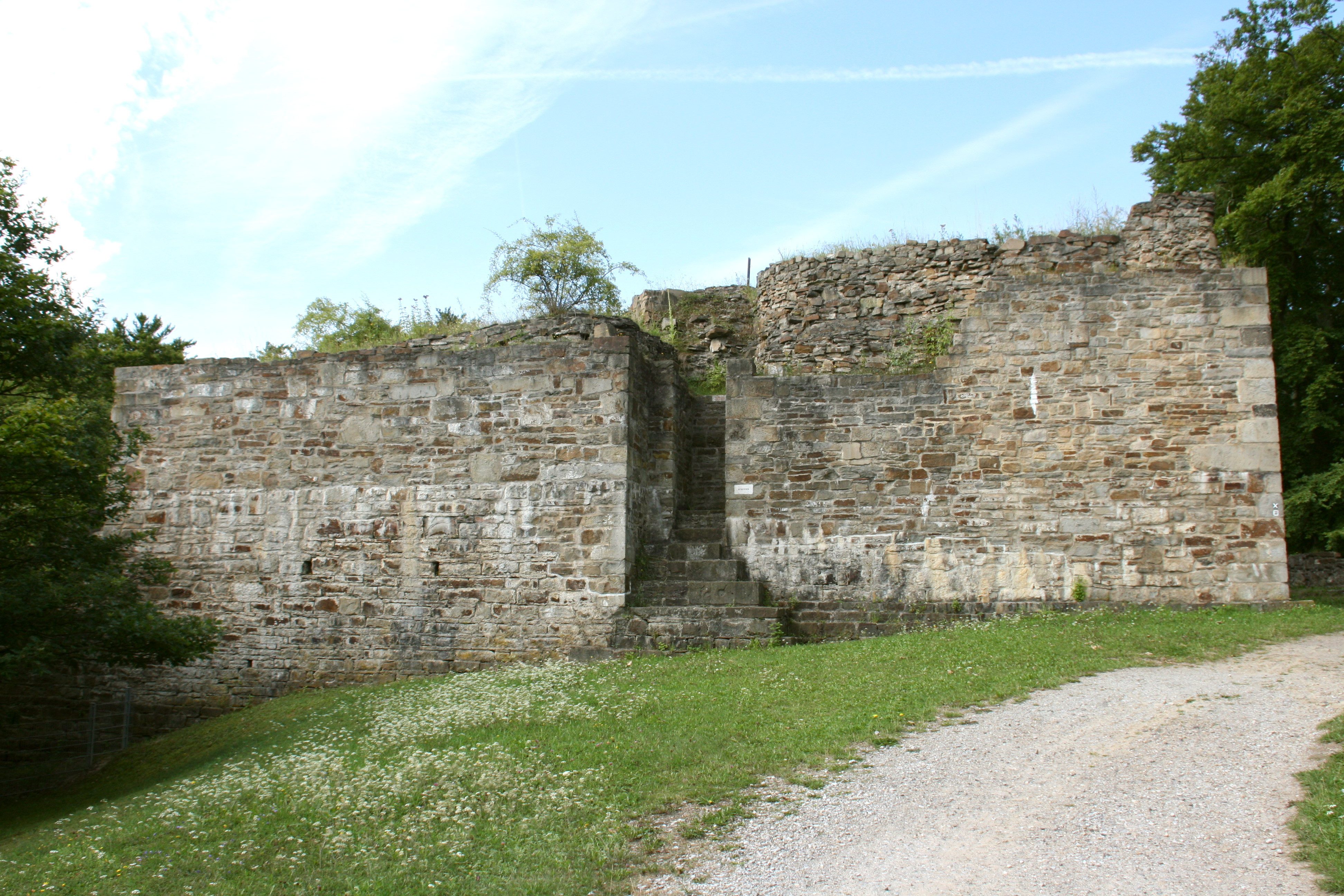
Bergfried von der Oberburg aus

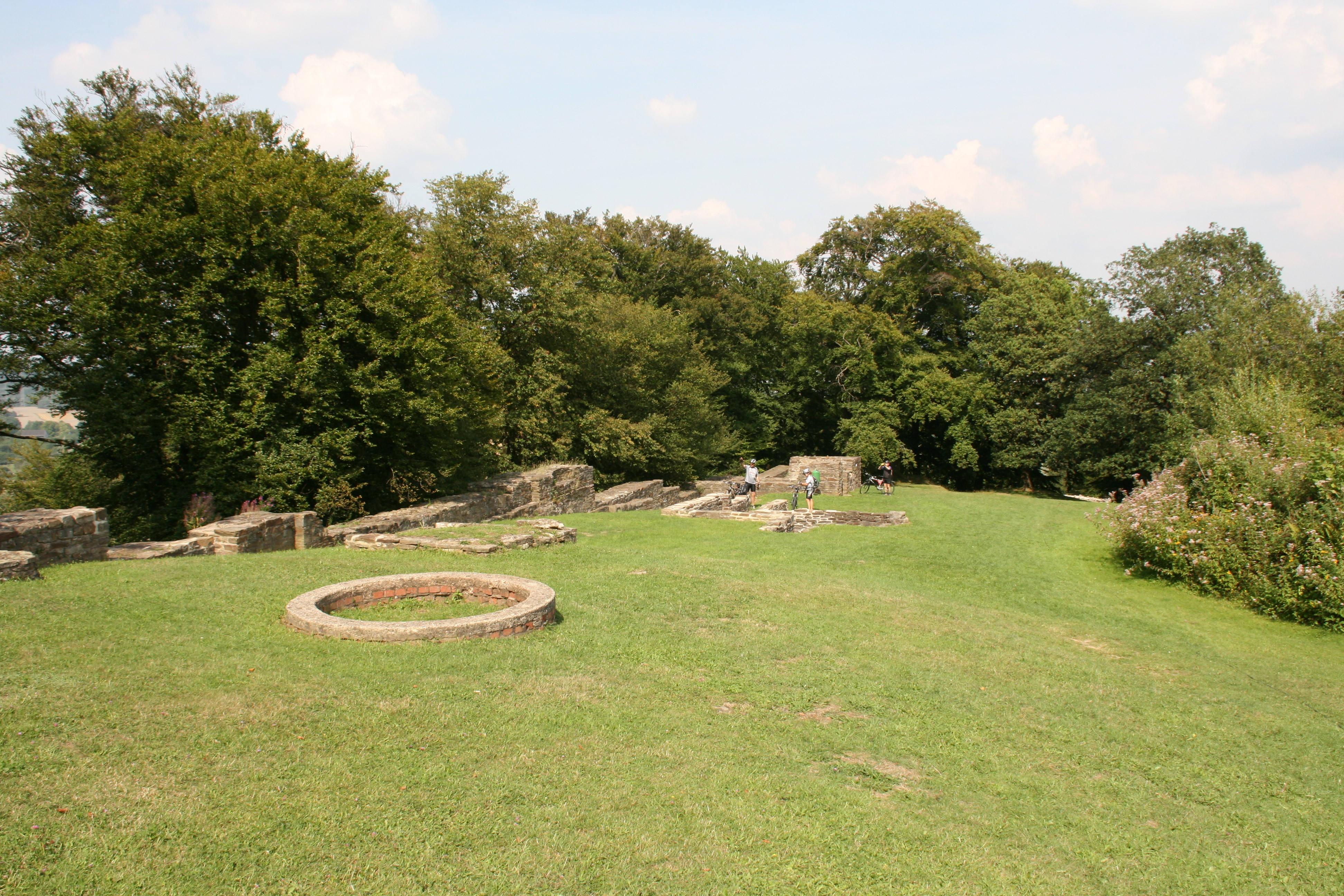
Blick auf die Unterburg

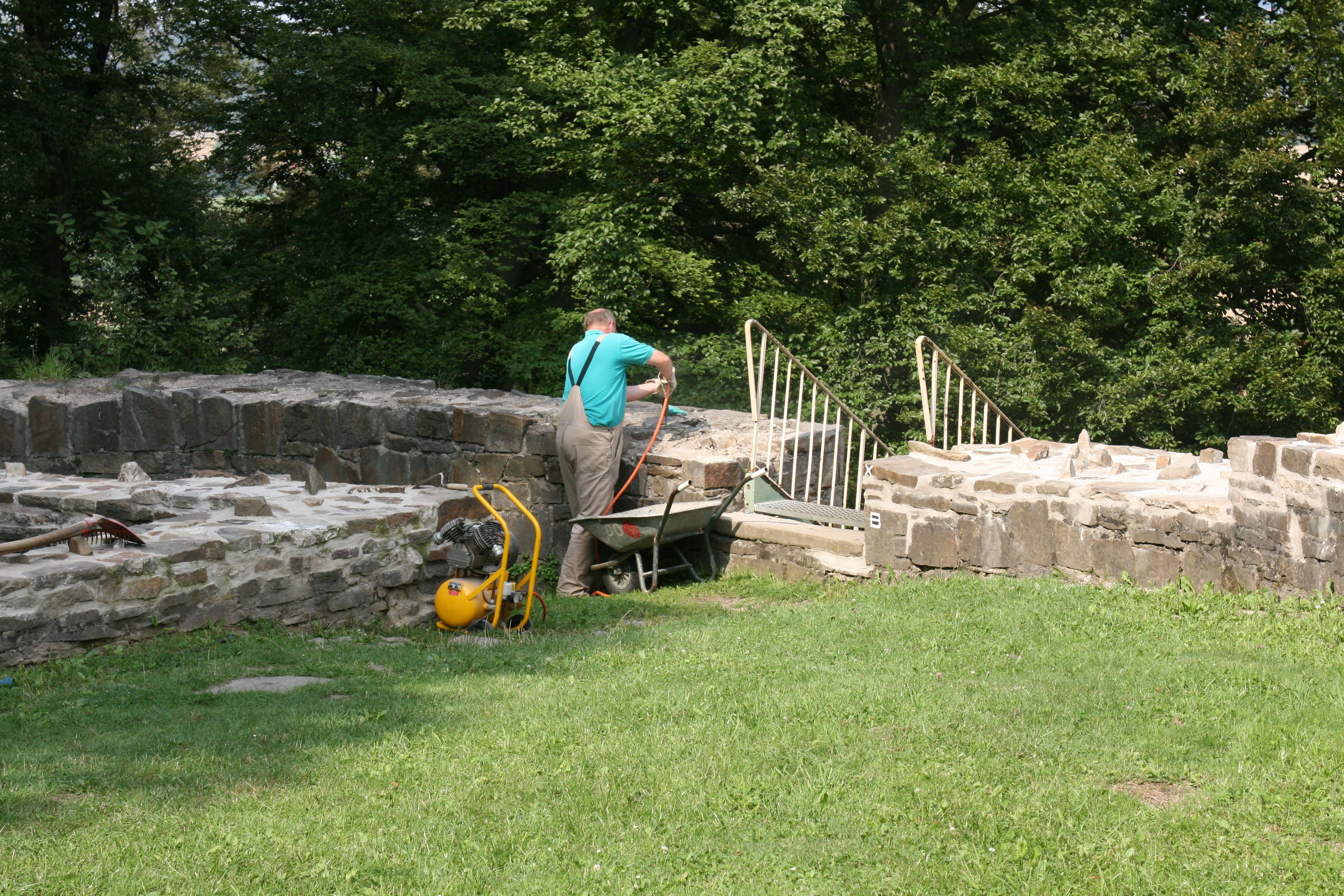
Rekonstruktions- und Sicherungsarbeiten

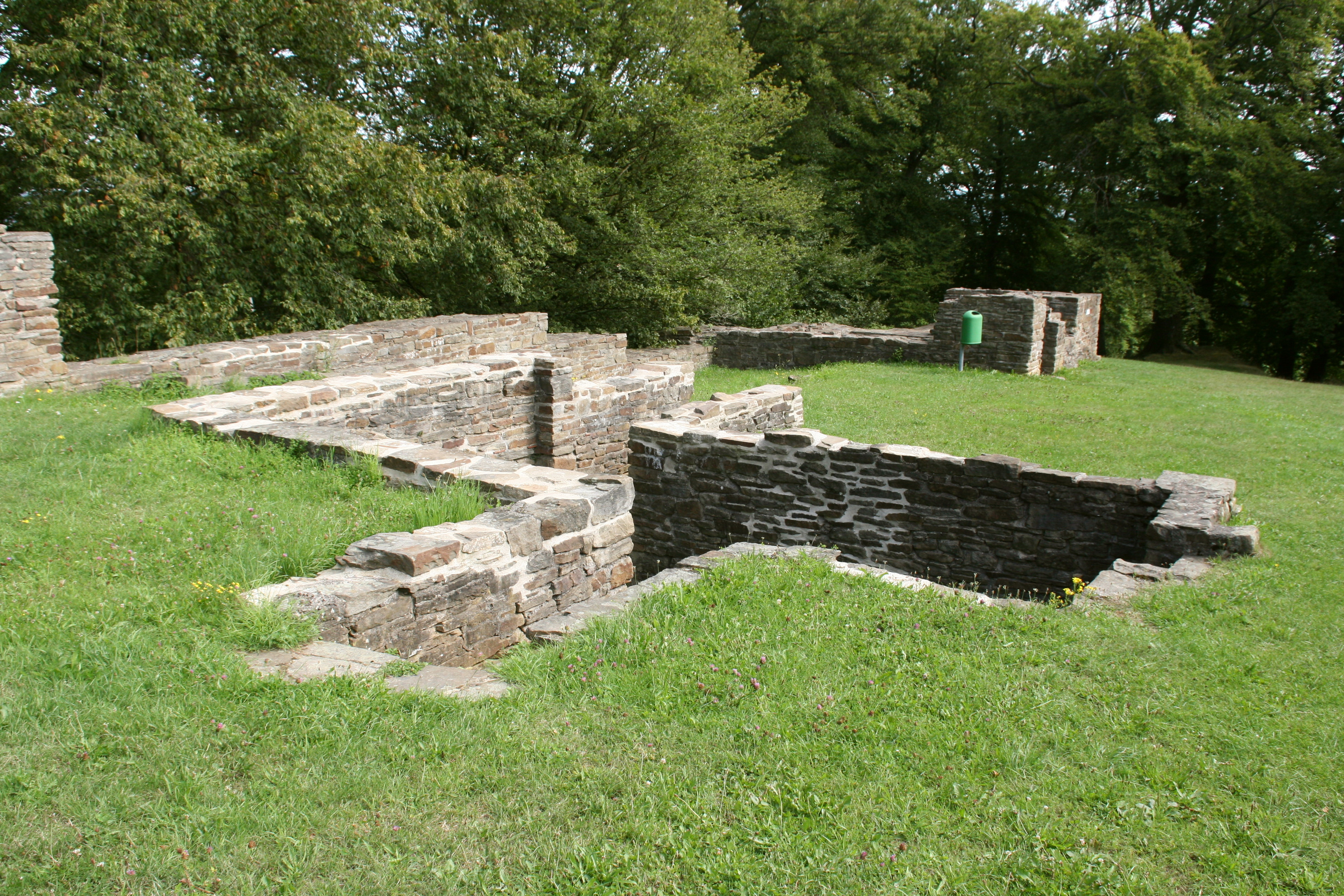
Ausgegrabene Grundmauern

Die Isenburg in Hattingen, in alten Urkunden Burg Isenberg genannt, wurde für Arnold von Altena (1173–1209) auf dem Isenberg westlich der Stadt in den Jahren 1193 bis 1199 errichtet. 1225 zerstört, ist die Spornburg heute als Ruine auf einem steilen Felssporn oberhalb der Hattinger Ruhrschleife erhalten. Innerhalb der Ruinen steht das Landhaus Custodis aus dem 19. Jahrhundert.

## Lage
Der Isenberg hatte im 12. und 13. Jahrhundert sowohl strategisch als auch verkehrsgeografisch eine ideale Lage. Er lag zwischen der Hauptstadt des Erzbistums Köln (50 km) und der Hauptstadt des Herzogtums Westfalen Soest (70 km) genau am damaligen Hilinciweg (Kleiner Hellweg, westlich der Burg) und dessen Übergang über die Ruhr an einer Furt. Diese Furt lag jedoch nicht an der alten Fernstraße zwischen Köln und Soest. Sein Name kündet bis heute von dem Bezug zum Eisen, der wörtlich als niederdeutsches Isen enthalten ist. Die Burg war auch Verwaltungsmittelpunkt der Grafschaft Isenberg.

## Anlage
Zur Zeit ihrer Erbauung stellte die romanische Anlage eine ungewöhnlich große Befestigung dar. Die Burg besteht aus der so genannten Ober- und der Unterburg, die jeweils ca. 120 m lang sind und sich über den Kamm des Isenberges erstrecken.
Auf der Burg fand damals intensive Eisenverhüttung statt. Innerhalb ihrer weiten Mauern befanden sich in der Unterburg zwei Rennfeueröfen sowie dazugehörige Werkstätten. Der einzige Zugang führte durch das eingezogene Kammertor der Unterburg an der Ruhrseite. Von diesem Tor ist nur noch die westliche Torwange erhalten. Der östliche Teil des Tores ist durch den Steinabbau späterer Zeit abgerutscht. In der Unterburg befinden sich weiter die Ruinen eines Wohnturms, eines Pochhauses (Werkhaus) und einer Schmiede. Das Haupttor ist in den u-förmigen Palas der Oberburg integriert. Von dort ging es durch ein drittes Tor zum ehemaligen „Burggarten“. Heute führt dieses Tor ins Leere – auch dieser Teil der Burg ist am steilen Berg abgerutscht. Im Palasgebäude befanden sich neben den Wohnräumen der Grafenfamilie auch die Kapelle und das sogenannte Burgmannenhaus.
Am südwestlichen Ende der Burganlage befindet sich die Ruine des Bergfrieds. Da die Burg hier durch ein verhältnismäßig breites Felsplateau am stärksten bedroht war, wurde der Turm durch eine Ringmauer und einen Halsgraben besonders geschützt. Dieser Turm hat, wie der Bergfried der Stammburg der Familie, Burg Altena, einen hufeisenförmigen Grundriss. Mit einer Breite von etwa 20 m war er einer der größten Türme seiner Art.
Putzreste auf der nördlichen Mauer zeigen, dass die Burg ursprünglich verputzt und weiß bzw. hell angestrichen war.

## Geschichte
In einer Urkunde des Jahres 1200 wird die Burg dann als Castrum Ysenberg erstmals erwähnt. Der Sohn Graf Arnolds nimmt 1217 den Namen Friedrich von Isenberg (1193–1226) an. Er musste sich für den Tod seines Onkels zweiten Grades, des Erzbischofs Engelbert I. von Köln, verantworten. In der Folge verhängte Kaiser Friedrich die Reichsacht und der Papst den Kirchenbann über den Isenberger. Die isenbergischen Burgen Novus Pons (Burg und Stadt Nienbrügge an der Lippe, westlich von Hamm) und die Isenburg wurden daraufhin von Truppen der Vasallen des neuen Kölner Erzbischofs Heinrich von Molenark belagert und teils bis auf die Grundmauern durch das Aufschlitz-Brandverfahren geschleift. Am 14. November 1226, ein Jahr nach der Tat, wurde Graf Friedrich von Isenberg für seine Tat in Köln öffentlich durch Rädern hingerichtet.
Um den Wiederaufbau der Isenburg zu verhindern, ließ der an der Belagerung beteiligte Graf Adolf I. von der Mark in den Jahren 1227 bis 1230, wie es heißt, aus den Steinen der zerstörten Burg, die Burg Blankenstein bei Hattingen erbauen. Heute ist nachgewiesen, dass das Material der Burg Blankenstein nicht von der Isenburg stammt.
Graf Dietrich von Altena-Isenberg, der Sohn Friedrichs, ließ 1241 hingegen die Neue Isenburg in Essen errichten, um seinen vermeintlichen Erbanspruch auf die Vogteirechte der Abtei Essen gegenüber dem Erzbistum Köln darzustellen. Sein Anspruch blieb jedoch erfolglos. Dietrich wurde schließlich dank der militärischen Hilfe (Isenberger Wirren) seines Onkels, Herzog Heinrich von Limburg, der auch Graf von Berg war, mit der kleinen Grafschaft Limburg belehnt.
An der Felswand auf der Ostseite befand sich seit 1845 ein Steinbruch. Später, 1914, rutschte ein Teil der Burgmauer dadurch ab.
1858 ließ der Düsseldorfer Architekt Max Joseph Custodis über der damals noch nicht freigelegten Ruine des Palas das nach ihm benannte Landhaus Custodis errichten, das der Familie des Künstlers und Baumeisters als Sommerhaus diente.
Die Freilichtbühne Isenburg südlich des Halsgrabens wurde in den 1930er erbaut und 1933 eingeweiht.
Einige Teile der Isenburg konnten zwischen 1969 und 1989 von insgesamt 500 Schülern des Gymnasiums Waldstraße in Hattingen, der so genannten „Buddel-AG“ unter der Leitung des Studiendirektors Heinrich Eversberg, wieder freigelegt werden.
Nach einem alten Buch von Gottfried Henßen „Berg und Mark“ soll sich ein noch nicht gefundener Goldschatz auf dem Grundstück befinden.

## Heutige Nutzung
Heute ist die Burgruine ein öffentlich zugängliches Denkmal. Sie ist von der höher gelegenen südlichen Seite an Halsgraben und Bergfried vorbei zu erreichen.
Der Verein zur Erhaltung der Isenburg betreibt heute nicht nur die Erhaltung der Burganlage, sondern auch das Museum im Haus Custodis mit Forschungs- und Grabungsergebnissen zur Isenburg. Weitere Funde sind im Bügeleisenhaus in Hattingens Altstadt ausgestellt. Das Museum auf der Burg ist an Wochenenden geöffnet. Die Isenburg und Haus Custodis sind Eigentum der Stadt Hattingen. Haus Custodis ist seit den 1990er-Jahren exponierter Wohnsitz des Hattinger Stadtdenkmalpflegers.